# Ольхон, Анатолий Сергеевич
Анато́лий Серге́евич Ольхо́н (настоящая фамилия — Пестюхин; 11 [24] марта 1903, Вологда — 13 ноября 1950, Новая Руза, Московская область) — русский советский поэт, переводчик, детский прозаик, литератор.

## Биография
Родился 11 (24) марта 1903 года в Вологде в семье рабочего обувной фабрики. Окончил среднюю школу, заочно окончил Ленинградский пединститут имени Герцена. Работал грузчиком, рабочим, корреспондентом газет. В 1927 году уехал из Вологды в Москву. 
Жил и работал на Крайнем Севере, Украине, в Средней Азии, Закавказье, Коми АССР, побывал в Восточной Сибири, Бурятии, Якутии, Заполярье.
В 1928—1930 годах был заместителем председателя Московского общества крестьянских писателей.
С 1931 года жил в Иркутске.
Состоял в переписке с Марком Азадовским.

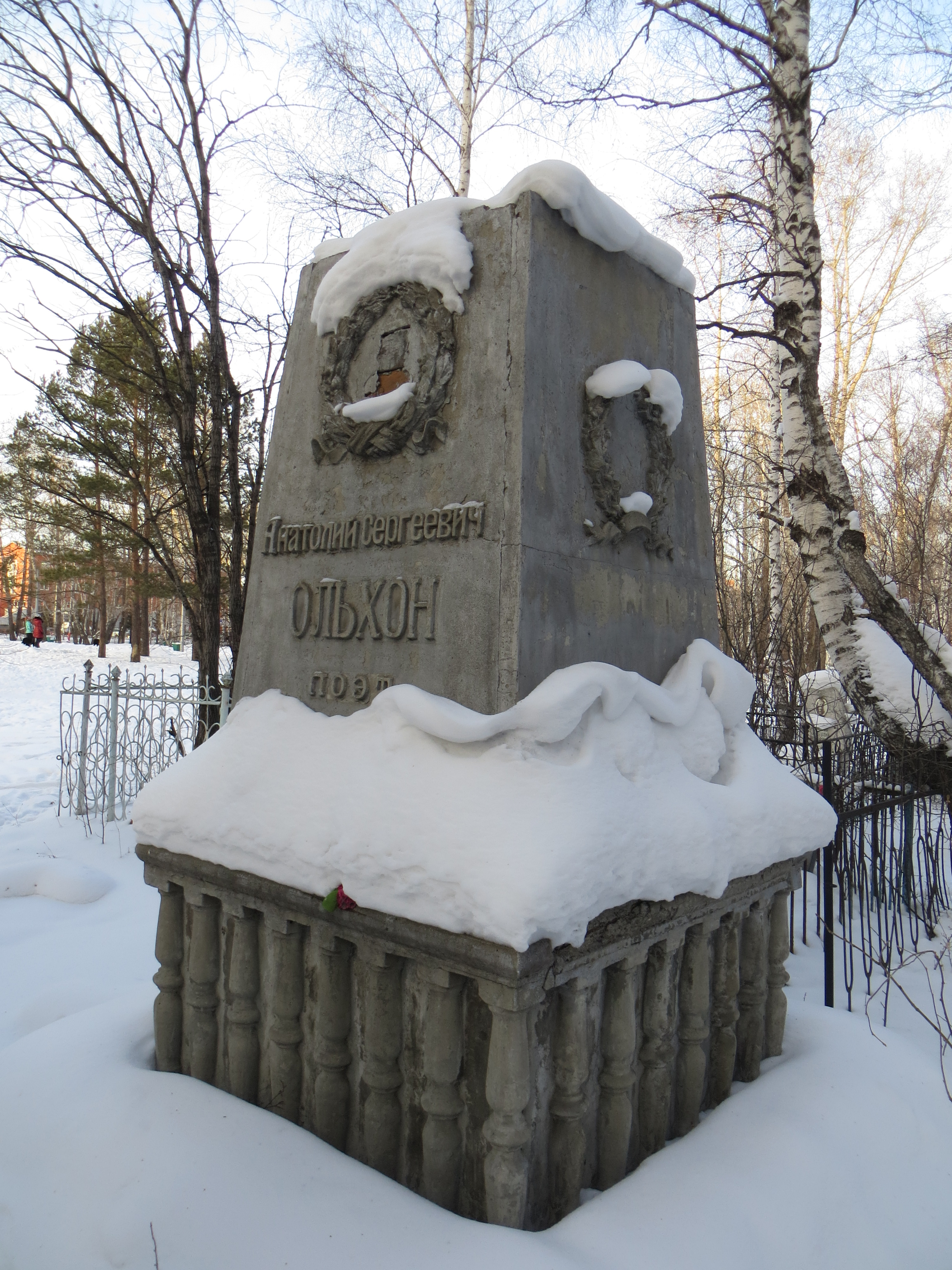
памятник на могиле Ольхона

Скончался 13 ноября 1950 года в посёлке Новая Руза Московской области. Урна с прахом захоронена в Иркутске на Лисихинском кладбище.

## Творчество
В 1924 году начал печататься.
В 1926 году опубликовал свою первую поэму «Тундра».
В 1927 году опубликовал первую книгу — «Бронепоезд».
Входил в литературное объединение «Перевал».
Опубликовал более 40 сборников стихов, поэм, переводов, очерков, сказок, книг для детей.
Собирал сказки и легенды коренных народов — бурятов, ненцев, чукчей, эвенков, якутов. Переводил поэзию и прозу с бурятского, эвенкийского и якутского языка.

## Награды
- Первая премия литературного конкурса, посвящённого 25-летию Якутской АССР, —за перевод повести Николая Якутского (Н. Г. Золотарева) «Золотой ручей»[1].

## Память
- В Иркутске на доме, где жил и работал Анатолий Ольхон, в память о нём установлена мемориальная доска[2].

## Избранная библиография
- Бронепоезд. Поэма. — М.—Вологда: Северный перевал, 1927. — 19 с. — Тираж 1 000 экз.
- Тундра. Стихи. — М.: Федерация, 1929. — 104 с. — Тираж 2 000 экз.
- Большая Ангара. Сибирские поэмы. — Иркутск: ОГИЗ, 1938. — 116 с. — Тираж 3 000 экз.
- Байкал. Стихи и поэмы. — М.: Сов. писатель, 1945. — 82 с. — Тираж 10 000 экз.
- Байкал. Стихотворения и поэмы за двадцать лет. — Иркутск: Иркут. обл. изд., 1946. — 300 с. — Тираж 10 000 экз.[3]